# Діабантит
Діабантит (рос. диабантит; англ. diabantite; нім. Diabantit m) — мінерал, гідроксилалюмосилікат магнію та заліза з групи хлоритів. Аналог пеніну і клінохлору, що містить залізо.

## Загальний опис
Хімічна формула: 2[(Mg, Fe2+, Al)6(Si, Al)4O10(OH)8].
Сингонія моноклінна.
Колір темно-зелений.
Густина 2,8.
Наповнює пустоти та утворює жилки у основних магматичних породах.
Знайдений на о. Нова Земля.